# Schackgalerie

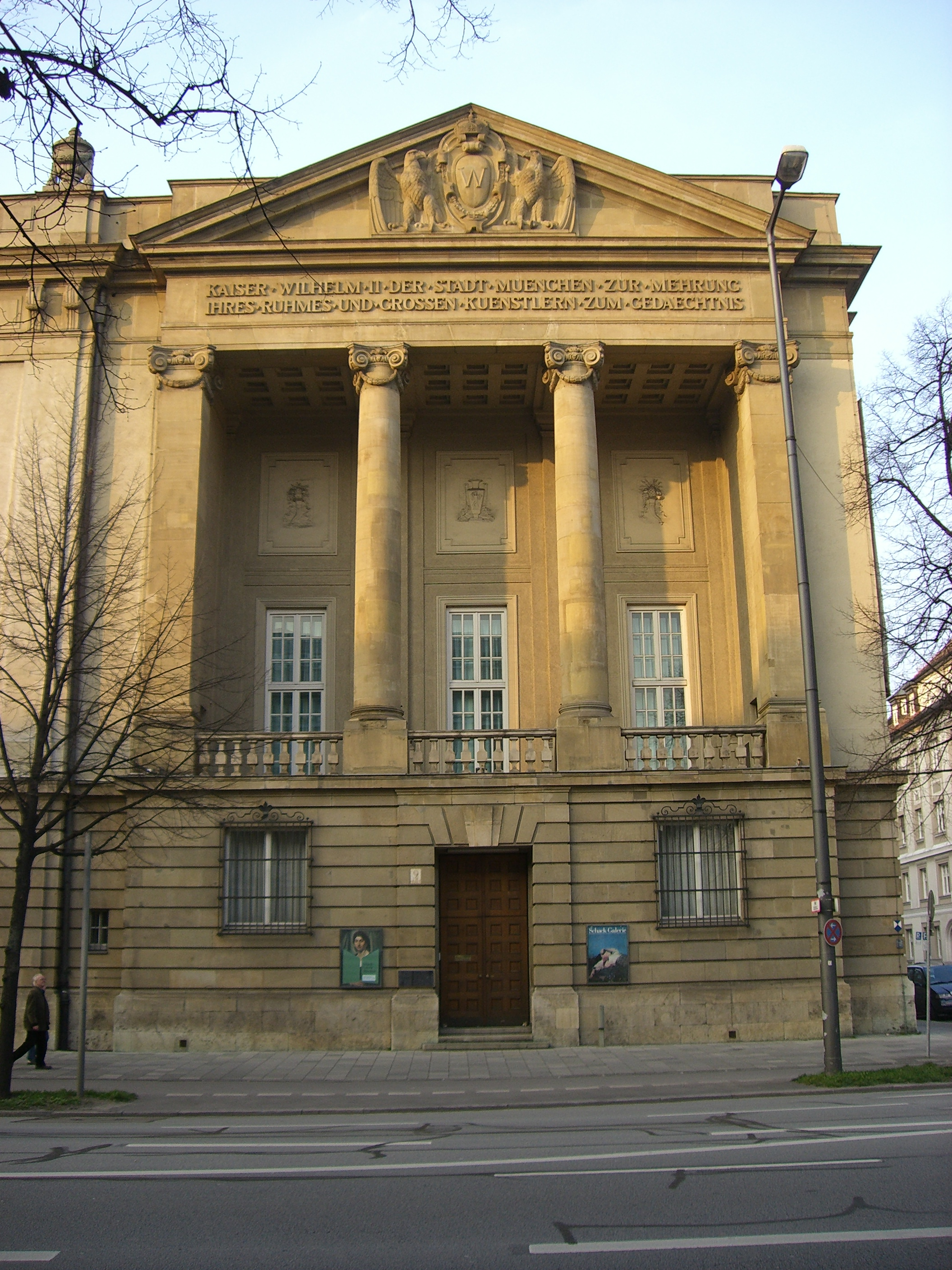
De Schackgalerie

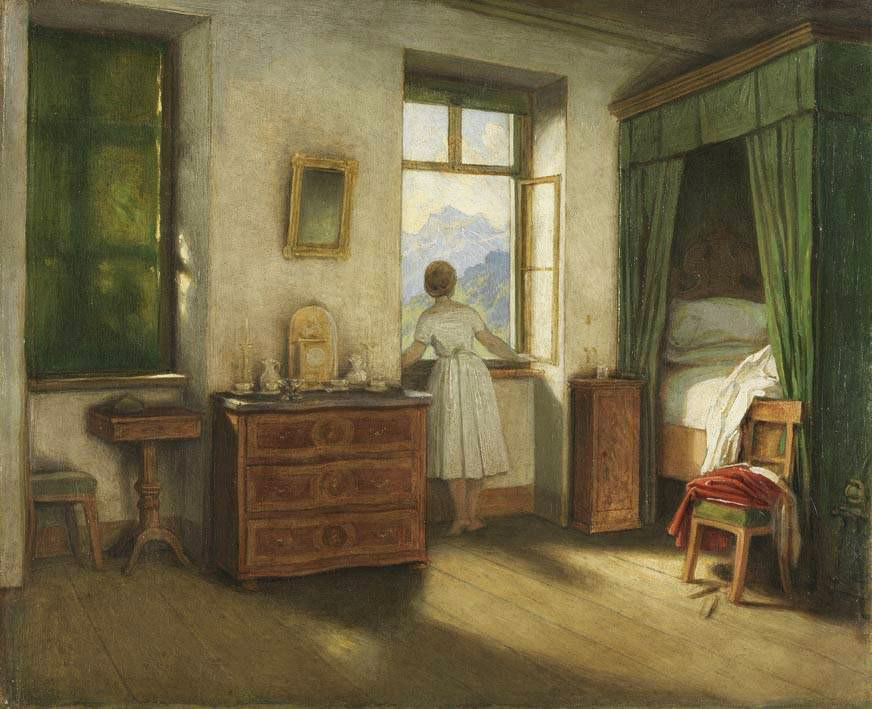
Morgenstunde van Moritz von Schwind (1858) in de Schackgalerie

De Schackgalerie gelegen aan de Münchener Prinzregentenstraße bevat de Sammlung Schack, de kunstverzameling van graaf Adolf Friedrich von Schack, en is sinds 1939 onderdeel van de Bayerische Staatsgemäldesammlungen. 
Von Schack was een mecenas die destijds de Münchense kunstwereld steunde. Het bouwwerk waarin zich het museum nu bevindt, werd oorspronkelijk ontworpen door Adolf von Hildebrand en in 1907 uitgevoerd door Max Littmann voor de Pruisische vertegenwoordiging in het Koninkrijk Beieren.
De collectie bevat vooral werken uit de Romantiek, waaronder Arnold Böcklin, Moritz von Schwind, Franz von Lenbach, Carl Spitzweg, Carl Rottmann, Anselm Feuerbach en verder werken van Duitse landschaps- en historieschilders.
De verzameling, die sinds het overlijden van graaf Von Schack niet meer veranderd is, geldt als een voorbeeld van de kunstliefde van een privé-verzamelaar in de 19e eeuw. 